# Battaglia di Zsibó
La battaglia di Zsibó (detta anche Battaglia di Siben in tedesco o battaglia di Jibou in romeno), fu una battaglia combattuta il 15 novembre 1705 tra i kuruc ungheresi (supportati da alcuni contingenti francesi) e le forze del Sacro Romano Impero, del Regno di Danimarca e voivodati serbi di Jibou e del Principato di Transilvania. Il maresciallo austriaco Ludwig Herbeville marciò contro la Transilvania e sebbene l'esercito kuruc-francese fosse di egual misura alle forze austriache, danesi e serbe combinate insieme, Francesco II Rákóczi si pose in difesa per il minore allenamento delle sue truppe. I danesi e gli austriaci lanciarono dunque un potente attacco alla fanteria franco-ungherese e, per quanto la fanteria cadde quasi subito, la cavalleria pur pronta non poté lanciare il proprio attacco per la mancanza di leadership appropriata alla situazione e per il campo di battaglia acquitrinoso. La cavalleria austriaca fu quindi in grado di fiancheggiare sulla sinistra gli ungheresi, costringendoli alla fuga e privandoli della cavalleria nella ritirata. Dopo la battaglia, l'esercito austro-danese prese la Transilvania.

## Preparativi
Una campagna condotta dai kuruc nel 1704 liberò gran parte dell'Ungheria dal governo austriaco e stabilì una parità numerica con gli austriaci. Ad ogni modo, per via del migliore allenamento, per ufficiali più determinati e numerosi e per le innegabili capacità logiche di maggiore profondità, gli austriaci vinsero la decisiva Battaglia di Trnava, riprendendosi le principali fortezze della zona (Buda, Presburgo ed Esztergom). Gli austriaci chiesero comunque aiuto quindi a croati, serbi e danesi per l'invio di truppe di supporto alle operazioni militari in Ungheria.
Per controbilanciare il potere austriaco, Luigi XIV di Francia tentò di supportare i ribelli kuruc inviando truppe e materiali in Ungheria, ma a seguito della sconfitta dei francesi nella battaglia di Höchstädt, Luigi venne costretto a ridurre i suoi contributi a Rákóczi ed ai kurucs.
L'8 luglio 1704, il nobile transilvano Francesco II Rákóczi venne eletto quale nuovo principe di Transilvania ed il 4 aprile 1705 venne ufficialmente incoronato. Intenzionato a formare una confederazione tra Ungheria e Transilvania, da subito si posero dei problemi con l'Assemblea Nazionale convocata a Szécsény sull'esercito e sullo status legale della servitù. Nel frattempo, Rákóczi instradò l'esercito asburgico verso Vienna.
Il 27 giugno un distaccamento militare danese giunse a Vienna (4500 fanti e 1600 cavalieri) al comando del generale Andreas Harboe che già aveva combattuto contro l'esercito francese nella battaglia di Höchstädt. L'avanguardia austro-danese era comandata dal colonnello Dietrich Glöckelsperg e attaccò la Žitný ostrov. Il barone Herbeville mobilitò il suo esercito sull'isola ed il 29 luglio tentò di marciare verso Komárno, ma si ritirò il 3 agosto per un attacco dei kuruc. Nel frattempo, Miklós Bercsényi e Antal Esterházy invadevano la Moravia. Il 25 agosto Herbeville attraversò la regione della Transdanubia. In settembre prese il resto di Buda. L'esercito di János Bottyán (6000 uomini) tentò a più riprese di disturbare le armate austriache.
I comandanti kuruc fecero non pochi errori: solo verso ottobre risposero all'attacco di Herbeville. Rákóczi rinforzò le fortificazioni costruite presso Zsibó, ma erano intenzionati poi a combattere presso Gran Varadino (attuale Oradea, in Romania). Successivamente, si cambiò nuovamente decisione e la battaglia venne combattuta a Zsibó. Il 31 ottobre, Herbeville cacciò l'esercito kuruc da Nagyvárad, dopo un assedio durato due anni. Questa fu una tremenda sconfitta per gli ungheresi.

## Le forze in battaglia
L'esercito di Rákóczi era ben equipaggiato in quanto a cibo e soldati, ma mancava di un'accurata formazione militare e di appropriato allenamento. Le truppe ausiliarie francesi del marchese Des Alleurs, i reggimenti della corte di Rákóczi (ungheresi, ruteni e tedeschi) oltre ai mercenari tedeschi guidati da Simon Forgách erano invece soldati disciplinati. Molti soldati rumeni prestarono servizio nelle file della fanteria e della cavalleria. Le forze combinate franco-ungheresi arrivavano a 15 000 uomini e 34 cannoni ed erano asserragliati nelle trincee presso Zsibó, ma le trincee non erano ancora terminate.
L'esercito di Herbeville era alla fame dal momento che Bottyán aveva usato la tecnica della terra bruciata contro gli austriaci e su tutte le terre coltivabili della zona. Il morale ad ogni modo era rimasto alto per lo scontro e tutte le truppe erano allenate, equipaggiate e disciplinate a dovere ad eccezione della cavalleria irregolare serba. I granatieri danesi oltre alla fanteria e la cavalleria combatterono al comando dei generali Andreas Harboe e Frederik Gersdorff. Il voivoda di Tököl era al comando della cavalleria leggera serba. Gli austro-danesi erano in numero di 16 500.